# Aquafaba

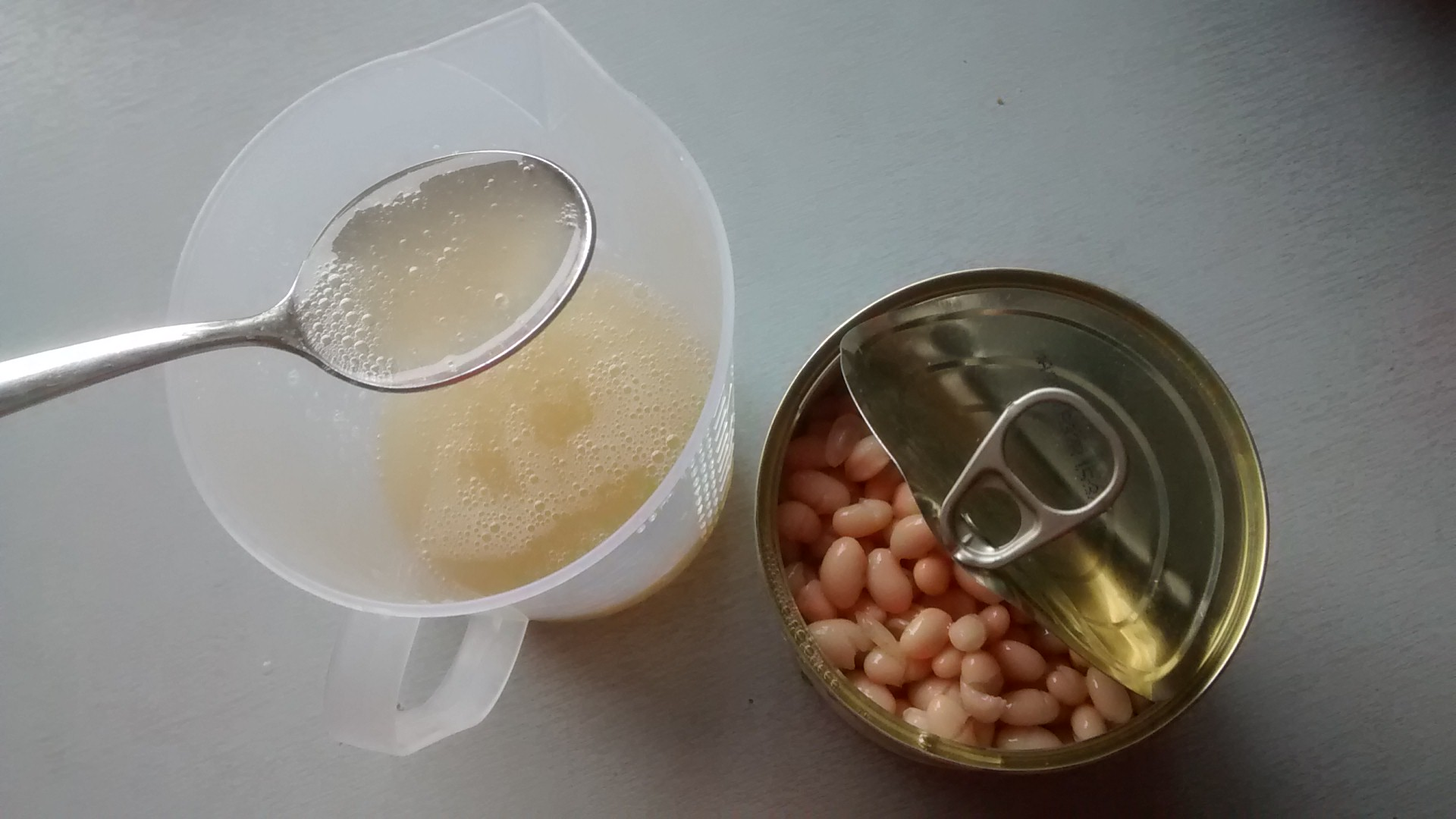
Aquafaba aus einer Konserve weißer Bohnen

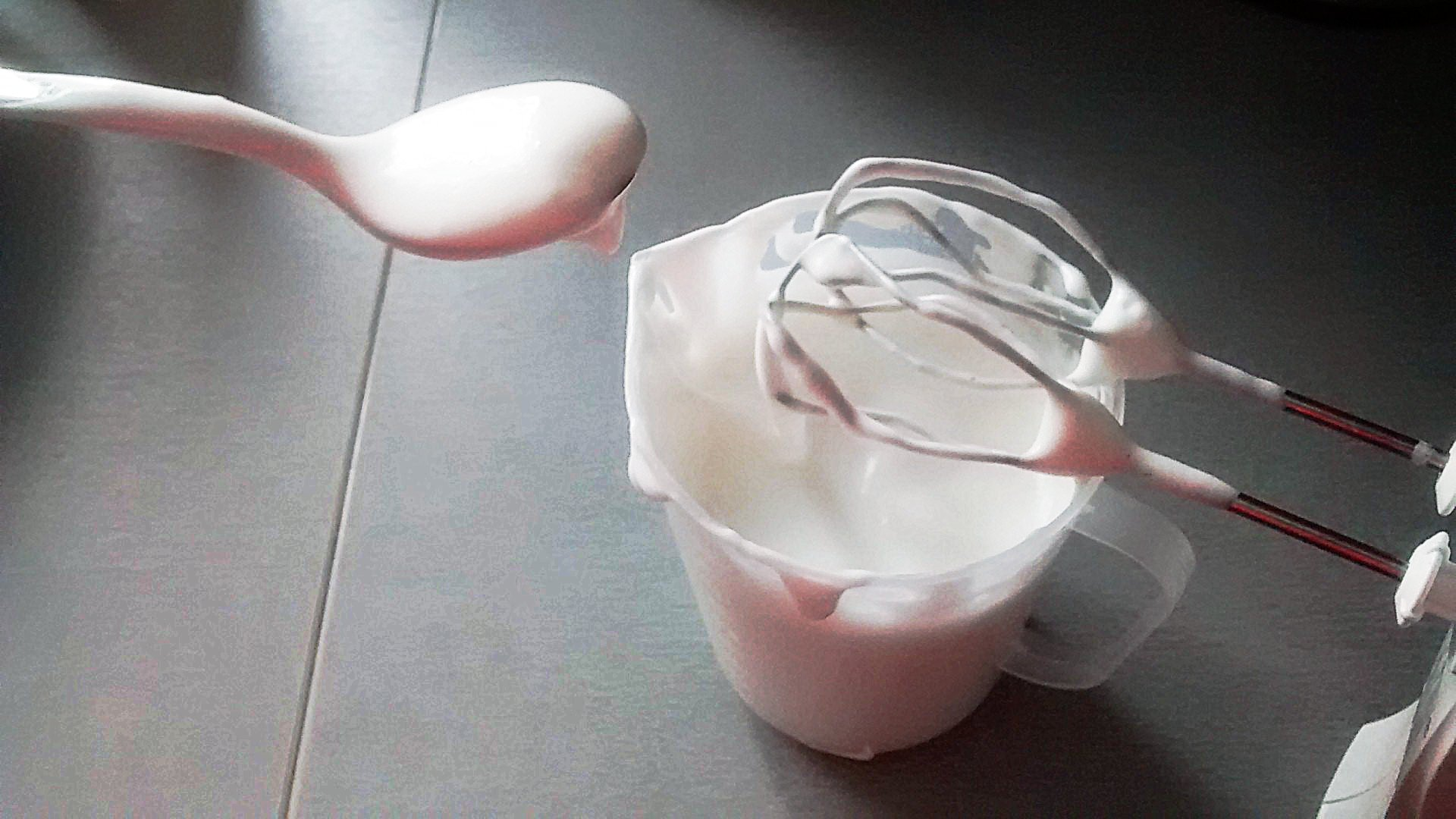
Aquafaba als Alternative zu Eischnee

Das oder die Aquafaba (von lat. aqua „Wasser“ und faba „Bohne“) ist das dickflüssige Kochwasser von Kichererbsen, Bohnen und anderen Hülsenfrüchten. Durch die hohe Temperatur beim Kochen wird die Stärke der Hülsenfrüchte geliert, während lösliche Proteine und andere Stoffe in das Kochwasser übergehen. Aquafaba lässt sich ähnlich wie Eiklar aufschlagen zu einer schaumigen, luftigen Konsistenz ähnlich wie Eischnee, weshalb es in der veganen Küche als Ersatz dafür verwendet wird.
Aufgrund seiner Eigenschaften als Emulgator, Backtriebmittel und Aufschlagmittel wird Aquafaba als Eiklar-Ersatz für Eischnee zur Herstellung von Baiser, Makronen, Nougat und anderen Produkten verwendet und hat damit speziell für Menschen mit Hühnereiweißallergie sowie in der veganen Küche Bedeutung erlangt.